# IV. Armee-Inspektion (Deutsches Kaiserreich)
Die IV. Armee-Inspektion war eine Organisationseinheit der Preußischen Armee, die ursprünglich am 30. März 1838 als IV. Armee-Abteilung gebildet wurde.

## Geschichte
Nach dem Ende des Deutsch-Französischen Krieges und der Reichsgründung wurde aus der IV. Armee-Abteilung zum 16. Juni 1871 die IV. Armee-Inspektion formiert. Ihr war ab diesem Zeitpunkt auch die Bayerische Armee zugeteilt, die jedoch aufgrund der Reservatrechte Bayerns erst bei Kriegsausbruch 1914 auf den Kaiser vereidigt wurde. An der Spitze der Armee-Abteilung bzw. -Inspektion stand ein Generalinspekteurs mit Sitz in Berlin, seit 1892 in München. Im Zuge der Mobilmachung anlässlich des Ersten Weltkriegs wurde die Inspektion 1914 aufgelöst.

## Stand 1838
- Unterstellte Korps:
  - VII. und VIII. Armee-Korps

## Stand 1889
- Unterstellte Korps:
  - III., IV. und XIII. (Königlich Württembergisches) Armee-Korps, sowie das bayerische I. und II. Armee-Korps

## Stand 1906
- Unterstellte Korps
  - III. und IV. Armee-Korps sowie das bayerische I., II. und III. Armee-Korps

## Stand 1914
- Unterstellte Korps:
  - III. Armee-Korps sowie das bayerische I., II. und III. Armee-Korps

## Generalinspekteure
| Dienstgrad                             | Name                          | Tag der Ernennung |
| -------------------------------------- | ----------------------------- | ----------------- |
| Generalleutnant/General der Infanterie | Wilhelm von Preußen           | 30. März 1838     |
| General der Infanterie                 | Friedrich Wilhelm von Preußen | 30. März 1839     |
| Generalleutnant/General der Kavallerie | Friedrich von Preußen         | 22. April 1840    |
| Generalfeldmarschall                   | Friedrich Wilhelm von Preußen | 16. Juni 1871     |
| Generalfeldmarschall                   | Leonhard von Blumenthal       | 12. April 1888    |
| Generaloberst                          | Leopold von Bayern            | 27. Juni 1892     |